# Exilés (comics)
Pour les articles homonymes, voir Les Exilés (homonymie).
Les Exilés (« Exiles » en VO) sont une équipe de super-héros évoluant dans l'univers Marvel de la maison d'édition Marvel Comics. Créée par le scénariste Judd Winick et le dessinateur Mike McKone, l'équipe apparaît pour la première fois dans le comic book Exiles #1 en août 2001.
Les Exilés sont des héros provenant de différentes réalités alternatives toutes affiliées à l'univers Marvel. Fréquemment affiliés avec les X-Men, on y retrouve plusieurs héros inspirés de la réalité Marvel de base (Terre-616).
L'équipe étant généralement constituée de six membres, dès que l'un d'eux meurt ou retourne à sa réalité, il est tout de suite remplacé. Ainsi on peut retrouver la fille de Diablo et de la Sorcière rouge, une version féminine de Namor le premier mutant connu, et bien d'autres.

## Biographie du groupe
Ces héros ont été expulsés de leur réalité afin de voyager dans d'autres mondes et de les sauver. Plus ils réparent de réalités, plus ils se rapprochent du moment où ils pourront retourner dans leur monde respectif et retrouver les leurs.
C'est une équipe continuellement composée de 6 personnes. Ainsi, si l'un des membres est tué ou s’il est rentré chez lui, il est « remplacé ». La première équipe est composée de Blink (Clarice Ferguson) de la Terre-295, Mimic (Calvin Rankin) de la Terre-12, Nocturne (Talia Wagner) de la Terre-2182, Thunderbird (John Proudstar) de la Terre-1100, Morph (Kevin Sydney) de la Terre-1081 et Magnus Lensherr de la Terre-27. En mettant le groupe dans le désert au-delà de l’espace et du temps, les "Briseurs de Temps" les ont informés qu’ils étaient devenus "déconnectés du temps", à l’abri des instants avant un accident ou une mort catastrophique qui affecterait leur vie. Le "Courtier du Temps" a également affirmé que réparer les dommages causés aux autres mondes finirait par corriger ce qui a été fait à leur propre vie, leur permettant de retourner chez eux. En acceptant, le groupe a reçu le Tallus, un dispositif qui leur permettait de sauter entre les réalités et qui les aiderait à découvrir leur mission sur chaque monde. 
La première mission les mènent sur la Terre-1815, un monde où l’opération Tolérance zéro a vu chaque mutant ou super-humain incarcéré ou éliminé. Leur mission : trouver leur plus grand chef. Cependant, après avoir libéré Charles Xavier celui-ci les a attaqués, supprimant toute la population de Phoenix, en Arizona. Les exilés ont réalisé que le Magnéto de ce monde était le grand leader qu’ils recherchaient. Mimic tue Xavier tandis que Magnus sacrifie sa vie pour sauver tout le monde d’une bombe nucléaire. Une fois leur mission terminée, les Exilés ont accueilli un nouveau membre: Feu du soleil (Shiro Yoshida) de la Terre-2109.
Dans leur seconde mission sur la terre-8649, les exilés sont arrivés dans un monde où Jean Grey n’a pas été remplacée par la Force Phénix, mais est devenue elle-même le chaos. Ils doivent s’assurer que Jean meurt avant de devenir le Phénix Noir et de consumer la Galaxie. 
Dans leur troisième mission sur la terre-901237, Hulk cause trop de destruction à travers le Canada, la Division Alpha est chargée de le capturer. Les Exilés viennent à leur secours, mais le Tallus leur dit que la plupart des gens qui tentent de capturer Hulk seront tués ou disparaîtront. On apprend également qu'il existe une autre équipe d'Exilés appelé l'Arme X composée de leur chef Dents-de-Sabre (Victor Creed) de la terre-295, Garrison Kane de la terre-3031 et Deadpool (Wade Wilson) de la terre-5021; cette équipe utilise la manière forte, les meurtres et les attentats pour rétablir les lignes temporelles.
Après plusieurs missions, ils arrivent sur la Terre-5692 qui a été envahie par les Skrulls pendant la révolution industrielle. Lorsque les Skrulls ont remarqué la capacité des humains à muter, tous les métahumains ont été rassemblés pour être utilisés dans une série de jeux de gladiateurs, où divers êtres super-puissants seraient mis en concurrence les uns contre les autres. Cependant, l’arrivée de Galactus et son héraut Terrax a vu les Skrulls s’enfuir. Les Exilés, avec Red Richards, les esclaves libérés et l’utilisation de la technologie Skrull ont réussi à vaincre Galactus, mettant ThunderBird dans le coma. Sasquatch (Heather Hudson) de la terre-3470 le remplace.
Les Exilés et l'arme X doivent travailler ensemble sur le Terre-2600 pour sauver David Richards, un enfant qui va devenir le mutant le plus puissant du monde. L'arme X composée de Dents-de-Sabre (Victor Creed), Deadpool (Wade Wilson), Hulk (Jen Walters) terre-1029, Spider (Peter Parker) terre-15, Vision terre-10101 et Tornade (Ororo Munroe) terre-23895 est complétée par Iron Man (Tony Stark) terre-2020 après le départ de Dents-de-Sabre et la mort de Deadpool et Vision.
Les Exilés viennent sur un monde (Terre-1016) où Namor est sur le point de lancer une guerre contre la surface. Ils sont chargés de l’arrêter lors de sa première conquête, la Latverie, ce qui signifie aider quelqu’un qu’aucun d’eux ne veut aider: Fatalis
On a appris récemment l'identité de ceux qui ont recruté les Exilés et on les appelle les Briseurs de Temps. Ces insectes forment deux groupes les monarques et les ouvriers. Ce sont des insectes intelligents qui ont découvert un palais de cristal hors de l'espace et du temps qui a des fenêtres sur les terres alternatives possédant une technologie dépassant de loin toutes celles qui sont connues. Ces insectes sont des scientifiques et des explorateurs, ils ont voyagé grâce à la technologie du palais sur les terres alternatives et ils ont provoqué avec la technologie du palais des désastres qui ont eux-mêmes provoqué les déséquilibres dans les terres alternatives.
Ces insectes sont pacifiques, alors ils ont décidé de créer leurs groupes d'Exilés pour rétablir les lignes temporelles par tous les moyens. Grâce aux machines du palais de cristal, ils ont pu savoir qui ils doivent recruter pour faire ce travail. Alors ils ont créé le courtier pour tromper les 2 groupes alors qu'ils viennent de Terre qui n'ont pas subi d'altération. Les Exiles ont découvert depuis la vérité et obligent les insectes à les aider.
Depuis peu les Exiles sont à la poursuite de Proteus qui est ressuscité lors du crossover House of M. Proteus s'empara du corps de Mimic des Exiles et utilisa ses immenses pouvoirs pour voyager dans les mondes parallèles après avoir piraté les ordinateurs du Palais de Cristal. Pour l'instant, ils sont dans l'univers parallèle nommé Ultraverse (en).
Tout ce qu'on sait pour l'instant ils vont le poursuivre dans plusieurs univers parallèle connu dans les comics de Marvel

## Membres

### Membres originels
Voici les membres originels des Exilés et leur implication dans les aventures :
- Blink  (membre fondateur) de la Terre-295.

Elle est le chef de cette équipe depuis le début car elle possède le tallus (l'équivalent du minuteur de Sliders : Les Mondes parallèles). Elle est celle qui prend les décisions les plus importantes, et ce même dans les situations d'urgence. Elle est aimée et respectée par tout le reste de l'équipe. Elle a le pouvoir de se téléporter et de transporter des gens ou des machines. Elle sert aussi de son pouvoir pour attaquer. Elle vient de la Terre 295 plus connu sous le nom de l'ère d'apocalypse, elle était membre des X-Men de sa Terre et elle était en sorte la fille adoptive de Dents de Sabre qui était membre de l'Arme X. Elle fut remplacée lors de son absence par Mimic puis reprit son poste quand elle revint.
- Mimic (membre fondateur) de la Terre-12.

Chef de substitution pendant l'absence de Blink. Il faisait de son mieux pour accomplir ses missions tout en évitant de tuer. Lors d'une mission, il fut contaminé par les Broods et a combattu ses camarades. Ceux-ci parvinrent à le maîtriser, mais pas assez vite pour l'empêcher de tuer Sunfire. Cet accident lui valut une dispute avec Morph ainsi que la perte de son poste de chef d'équipe. Il a le pouvoir de copier le pouvoir de 5 autres mutants. Sur sa terre, il prit la tête des X-Men et les succès de son équipe furent tellement célèbre que les mutants furent acceptés par tous. Sa Terre devint un monde utopique et un éden pour les mutants et les autres super héros non mutants par rapport aux autres terres alternatives. Mimic fut tué par Proteus sur la terre Ultraverse (en).
- Morph (membre fondateur) de la Terre-1081.

Il est le comique du groupe. Toujours là pour détendre l'atmosphère, il n'en est pas moins un membre irremplaçable du fait de son expérience et de son charisme apprécié de tous. C'est un métamorphe, il aurait pu quitter l'équipe quand le courtier lui a signalé qu'il pouvait rentrer chez lui mais il a voulu rester pour continuer ce travail qu'il aimait autant que ses coéquipiers et le courtier accepta de lui laisser son poste. Morph fut membre des Nouveaux Mutants, des X-Men ainsi que des Vengeurs. Il a une particularité qui agace Wolverine, il n'a pas d'odeur et n'arrive pas à détecter sa présence. Il avait rejoint les X-Men peu de temps après la mort de sa mère (morte d'un cancer des poumons).
- Nocturne (membre fondateur) de la Terre-2182.

Elle est le cœur du groupe, la plus portée sur le pacifisme (avec Le Bec). Mais ses pouvoirs font d'elle l'élément majeur dans bien des batailles. Elle a été remplacée par Le Bec et est resté dans son monde à lui (la Terre 616), où il lui est arrivé bien des aventures... Elle a le pouvoir de phaser dans le corps d'autres personnes et de les posséder et aussi de lancer des rafales d'énergie. On a appris l'histoire alternative de sa terre, elle vient d'une terre ou le temps avance vite. Elle est la fille de Diablo et de la Sorcière Rouge. Dans son monde, Wolverine a assassiné le professeur Xavier alors qu'il était sous le contrôle du roi d'ombre. Wolverine après l'affrontement et il est devenu paralytique des jambes que son pouvoir auto guérisseur n'a jamais guéri. Il a pris la tête des X-Men avec Diablo. Ils ont comme membre le fils d'Apocalypse qui s'est retourné contre lui, une jeune Kitty Pryde venant d'une terre alternative après avoir voyagé dans le temps, ainsi que Colossus qui dans cette réalité est une femme dont le corps est occupé par la Force Phénix (en).
- Thunderbird (membre fondateur) de la Terre-1100.

Il est le fiancé de Nocturne, celle-ci allait même avoir un enfant de lui, il dut se sacrifier pour sauver un monde, il a survécu, mais est désormais dans le coma sur cette Terre. Il avait une superforce égale à celle de Hulk. Sur sa Terre, il fut jamais tué au combat et fut plus tard capturé par Apocalypse qui le transforma horriblement en cavalier de la guerre avec la technologie volé aux Célestes mais Thunderbird se retourna contre lui.
- Magnus (membre fondateur) de la Terre-27.

Magnus était le fils de Magnéto et de Malicia. Il avait les pouvoirs combinés de ses parents mais ils ne l'ont pas empêché de mourir désintégré par une bombe atomique dès sa première mission au sein des Exilés pour sauver des mutants et le double de son père. Dans sa réalité dont le temps s'écoule vite, sa naissance difficile décida son père à devenir bon.

### Remplaçants
Voici les Exilés qui ont remplacé ceux qui sont morts ou repartis chez eux :
- Sunfire

La jeune mutante japonaise dont Morph était amoureux, s'est révélée lesbienne. Juste après avoir quitté son amour Mary-Jane, elle trouva la mort dans le combat qui opposait les Exilés à leur chef, Mimic transformé en Brood. Elle remplace Magnus à la fin de la 1re mission. Elle avait le pouvoir sur le feu, elle s'appelle Mariko Yoshida (un double de l'ancienne fiancée de Wolverine de la Terre 616).
- Sasquatch

Heather est le médecin du groupe, ses connaissances se sont révélées précieuses dans de nombreuses situations. Hélas, depuis peu, la créature qui lui avait fait don de ses pouvoirs a repris le dessus, et contrôle désormais son corps. Elle s'est débarrassée de ce monstre et a rejoint l'équipe mais elle est sans pouvoir lors de l'affaire finale contre Hyperion. Elle a remplacé Thunderbird après son coma.
- Magik

Dès son arrivée (remplaçante de Blink), elle est considérée comme une folle furieuse qui ferait tout pour accomplir ses missions et revenir dans sa réalité, quitte à tuer des innocents. Même si elle arrive finalement à gagner l'amitié de Morph, son instinct de survie personnel a repris le dessus, et l'a forcée à trahir les siens pour essayer d'acheter sa vie à un puissant ennemi Hyperion. Ce dernier ne trouve aucune raison de la garder en vie et l'exécute sur-le-champ.
- Namora

Après des débuts difficiles, Namora réussit finalement à intégrer le groupe. Malgré son attitude hautaine, elle est la plus sage dans le groupe. Ses conseils sont souvent utiles, même si ses manières de "bourgeoise" ne sont pas vraiment appréciées. Elle sera tuée durant l'affrontement final contre Hyperion.
- Le Bec
- Dents-de-sabre

Il vient de la même réalité que Blink et c'est son père adoptif. Il est devenu le chef de l'Arme X car il porte lui aussi le Tallus.
- Deadpool

Il est un des membres fondateurs. On l'a cru tué par Dents de Sabre avec qui il avait des désaccords, mais il ressuscita plus tard et fut tué par son ancienne partenaire Miss Hulk.
- Wolverine

Membre fondateur, tué en mission.
- Maverick

Membre fondateur, tué en mission par un bouclier aux bords tranchants d'un Captain America alternatif.
- Kaine

Membre fondateur, tué en mission.
- Mesmero (en)

Membre fondateur, tué en mission.
- Daredevil

Un des remplaçants, tué en mission.
- Kaine

Un des remplaçants, tué par Hyperion.
- Angel

Un des remplaçants, tué en mission. Dans sa réalité c'est un tueur à gages.
- Tornade

Une des remplaçantes, tuée en mission pour empêcher un Bruce Banner alternatif de fabriquer des Bombes Gamma. Elle gouvernait la moitié de l'Afrique de sa réalité.
- Iron Man

Un des remplaçants, tué en mission.
- Gambit

Il remplaça Dents de Sabre à la tête de l’Arme X jusqu’à l’arrivée d’Hyperion qui détourna leurs missions. Il se suicida en tuant temporairement Hyperion. Dans sa réalité, il était marié à Tornade.
- Miss Hulk

Elle est retournée dans sa réalité où elle était comptable de la pègre, juge et avocat au Texas.
- Spider

C'est Spider-Man, mais dans sa réalité il a revêtu comme costume un symbiote rouge et il est devenu un tueur en série et il fut emprisonné à vie dans sa réalité. Il fut tué par Firestar, une de ses coéquipières.
- Colossus

Un des remplaçants tué par Hypérion un de ses coéquipiers.
- Hulk 2

Il vient d'une réalité où il est déguisé en Hippie. Il a été tué par Hyperion, un de ses coéquipiers.
- Firestar

Une des remplaçantes, elle s'auto-détruit pour tenter de tuer Hyperion mais ne put que tuer Spider.
- Hyperion

Dès son arrivée, il détourna les missions de l'arme X pour contrôler les autres réalités. Il fut un moment tué, puis ressuscité puis renvoyé sur sa Terre. Il avait pris le pouvoir sur sa Terre après avoir tué les super-héros et détruit l'armée. Alors l'humanité préféra périr dans un holocauste nucléaire au lieu d'obéir à un despote tel qu'Hyperion. Hyperion resta seul dans un monde radioactif comme seul royaume.

## Apparitions dans d'autres médias
Une équipe d'Exilés apparaît dans les épisodes 7 et 8 de la  saison 3 de What If...?.
Cette équipe est composée de Captain Carter, Storm, Kahhori et Byrdie. Elles doivent aider Uatu qui est jugé par les autres Gardiens pour avoir interfèré à plusieurs reprises dans le cours des histoires.